# Our (Francja)
Our – miejscowość i gmina we Francji, w regionie Burgundia-Franche-Comté, w departamencie Jura.
Według danych na rok 1999 gminę zamieszkiwało 169 osób, a gęstość zaludnienia wynosiła 12 osób/km² (wśród 1786 gmin Franche-Comté Our plasuje się na 603. miejscu pod względem liczby ludności, natomiast pod względem powierzchni na miejscu 248.).